# Agapitus Enuyehnyoh Nfon
Agapitus Enuyehnyoh Nfon (* 11. Februar 1964 in Shishong, Kamerun) ist ein kamerunischer Geistlicher und römisch-katholischer Bischof von Kumba.

## Leben
Agapitus Enuyehnyoh Nfon empfing am 22. März 1991 das Sakrament der Priesterweihe für das Bistum Kumbo.
Am 8. April 2011 ernannte ihn Papst Benedikt XVI. zum Titularbischof von Unizibira und zum Weihbischof in Bamenda.
. Der Apostolische Nuntius in Kamerun, Erzbischof Piero Pioppo, spendete ihm am 31. Mai desselben Jahres die Bischofsweihe; Mitkonsekratoren waren der Erzbischof von Bamenda, Cornelius Fontem Esua, und der emeritierte Erzbischof von Douala, Christian Wiyghan Kardinal Tumi.
Papst Franziskus ernannte ihn am 15. März 2016 zum ersten Bischof des mit gleichem Datum errichteten Bistums Kumba.